# Live (album de Kaada/Patton)
Pour les articles homonymes, voir Liste des albums intitulés Live.
Albums de Kaada/Mike Patton
Romances
(2004)
Live est un DVD du projet collaboratif de Kaada et Mike Patton, enregistré en 2005 à Roskilde et sorti en 2007 sur le label Ipecac Recordings de ce dernier. Il inclut une vidéo en noir et blanc de leur interprétation en direct de morceaux tirés de leur album Romances.

## Pistes
1. Legless Liss
2. Invocation
3. Pitié Pour Mes Larmes
4. Aubade
5. L'Absent
6. Crépuscule
7. Viens, Les Gazons Sont Verts
8. Seule
9. Pensée Des Morts
10. Nuit Silencieuse
11. The Cloroform Theme

## Personnel
- Erland Dahlen - Percussion, xylophone, chant
- Børge Fjordheim - Batterie, chant
- Hallvard Wennersberg Hagen - Instruments électroniques
- John Erik Kaada - Claviers, chant, production
- Mike Patton - Instruments électroniques, chant
- Øyvind Storesund - Basse, sifflements
- Geir Sundstøl - Guitare, guitare hawaiienne, chant